# Han Se-hyun
Han Se-hyun (* 28. Juli 1994) ist ein südkoreanischer Hürdenläufer, der sich auf die 400-Meter-Distanz spezialisiert.

## Sportliche Laufbahn
Erste internationale Erfahrungen sammelte Han Se-hyun bei den Jugendweltmeisterschaften 2011 nahe Lille, bei denen er sowohl über 110 als auch über 400 Meter Hürden in der ersten Runde ausschied. 2015 erreichte er bei der Sommer-Universiade in Gwangju das Halbfinale und schied dort in 52,09 s aus. Zwei Jahre später schied er bei den Asienmeisterschaften in Bhubaneswar mit 52,52 s in der ersten Runde aus und bei den Asienspielen in Jakarta im Jahr darauf wurde er in 51,65 s Achter. 2023 verpasste er bei den Asienspielen in Hangzhou mit 51,06 s den Finaleinzug.
In den Jahren 2016 und 2018 wurde Han Südkoreanischer Meister im 400-Meter-Hürdenlauf. Sein Zwillingsbruder Han Du-hyeon ist als Stabhochspringer aktiv. Er absolvierte ein Studium an der Universität Busan.

## Persönliche Bestleistungen
- 400 m Hürden: 50,02 s, 4. Juli 2019 in Gimcheon